# Marc Wachs
Marc Wachs (* 10. Juli 1995 in Wiesbaden) ist ein deutscher Fußballspieler. Der Abwehrspieler spielt für die Kickers Offenbach.

## Karriere
Nach seinen Stationen FSV Schierstein 08 und SV Niedernhausen wechselte Wachs 2007 zum 1. FSV Mainz 05 und durchlief bis 2014 dessen Jugendmannschaften. Am 1. März 2014 gehörte er erstmals zum Kader der zweiten Mannschaft, wurde aber beim 1:0-Sieg gegen den SSV Ulm 1846 in der Regionalliga Südwest nicht eingesetzt. Sein Debüt für die zweite Mannschaft gab Wachs am 19. April 2014 beim Spiel gegen den SpVgg Neckarelz, als er in der 77. Minute für Steven Lewerenz eingewechselt wurde. Das Spiel endete 2:0 für die Mainzer. In dem Aufstiegsspielen zur 3. Liga wurde er beim Rückspiel gegen den TSG Neustrelitz in der 85. Minute für Dennis Franzin eingewechselt und erzielte in der ersten Minute der Nachspielzeit mit seinem ersten Treffer den 3:1-Endstand für die Mainzer; die Mannschaft stieg damit in die 3. Liga auf. Sein Debüt in der 3. Liga gab er am ersten Spieltag der Saison 2014/15 bei der 1:2-Niederlage gegen Arminia Bielefeld.
Wachs wechselte zur Saison 2016/17 ablösefrei zum Zweitliga-Aufsteiger Dynamo Dresden und erhielt einen Vertrag für drei Jahre.
Im August 2017 wurde er an den VfL Osnabrück verliehen. Zur Spielzeit 2018/19 wechselte er in seine Heimatstadt zum Drittligisten SV Wehen Wiesbaden. Mit dem SV Wehen stieg er am Saisonende in die 2. Bundesliga auf. Ab der Spielzeit 2020/21 war Wachs beim Hessenligisten SC Hessen Dreieich im Einsatz. Nach dem Rückzug der Herrenmannschaft zur Saison 2022/23 wurde er in den Kader der zweiten Mannschaft von Eintracht Frankfurt aufgenommen, mit der er ebenfalls in der Hessenliga spielte. Am Ende seiner ersten Saison stieg er mit der Mannschaft in die Regionalliga auf, wozu der Defensivspieler Wachs mit 14 Toren in 25 Einsätzen beitrug. Nach einem weiteren halben Jahr mit der zweiten Mannschaft der Eintracht in der Regionalliga wechselte er Anfang 2024 zum Ligakonkurrenten Kickers Offenbach.

## Erfolge
1. FSV Mainz 05 II
- Aufstieg in die 3. Liga: 2014

SV Wehen Wiesbaden
- Aufstieg in die 2. Liga: 2019

## Privates
Am 20. Dezember 2016 wurde Wachs bei einem Raubüberfall auf einen Kiosk, den seine Tante in Wiesbaden betrieb, angeschossen und schwer verletzt. Seine Tante wurde von dem Räuber ermordet; ihr Lebenspartner schwer verletzt. Der Täter wurde drei Tage später festgenommen und 2017 zu lebenslanger Haft verurteilt.